# بقرة ليموزان
بقرة ليموزان أوالليموزين (بالفرنسية: limousine) هي سلالة فرنسية ريفية من البقر نشأت في ليموزان وسط البلاد، وهي مكرسة في المقام الأول لإنتاج اللحوم. يعتبر اللون البني بمخلتف مستوياته هو اللون الرئيسي والوحيد في السلالة، ويكون افتح تحت البطن وحول العينين والكمامة، ولها أغشية مخاطية وردية فاتحة. تشتهر بصلابتها وصفاتها الأمومية وجودة لحمها ومذاقه، والتي يمكن تقييمها حسب ثلاث علامات حمراء مختلفة. كما أنها سلالة تستخدم على نطاق واسع في التهجين مع السلالات المحلية لتحسين شكل عجولها.
منذ أواخر القرن الثامن عشر، كان للسلالة تاريخ مضطرب وكانت قريبة من الٳنقراض. لكن جهود اختيار المربين أدت إلى إنشاء سجل حفظ في عام 1886 لأول مرة، ثم علموا على التطوير المستمر للسلالة منذ الستينيات، وقد تطورت بالفعل كثيرًا منذ ذلك الوقت وٳنتشرت في أكثر من 70 دولة حول العالم بالٳضافة ٳلى فرنسا، بحيث أصبحت من أكثر سلالات الأبقار ٳنتشاراٞ في فرنسا بحيث تصل أعدادها لحوالي 900.000 إلى 1.150.000 بقرة.
لطالما اهتم مربو سلالة الليموزين بتحسين سلالاتهم من خلال الانتقاء. تنعكس هذه الجهود الآن جنبًا إلى جنب مع تحسينات في تغذية وسلوك الحيوان في خطة اختيار فعالة، جعلت من الممكن جعل بقرة ليموزان سلالة أساسية في ٳنتاج لحوم البقر في عالم التربية. أدى هذا النجاح أيضًا إلى أن تصبح السلالة رمزًا قويًا لهوية منطقة ليموزان.

## تاريخ
تنتمي بقرة الليموزان إلى فرع البقر الأشقر في الجنوب الغربي، وقد كانت تنتشر في منطقة ليموزان بوسط فرنسا، ومنها أخدت تسميتها. وتعود الكتابات الأولى التي تشهد على وجود هذه السلالة إلى نهاية القرن الثامن عشر، ففي ذلك الوقت، اشتهرت بشكل خاص بصفاتها كحيوان جر. وتم تطوير محلات جزارة أبقار ليموزون في الأسواق الكبرى بالمدن الفرنسية الكبيرة، ولا سيما تحت قيادة جاك تيرجو. وفي بداية القرن التاسع عشر، عرفت سلالة ليموزين بشكل أساسي بضعف عجولها. ويُعزى هذا العيب إلى جينات هذه السلالة، وإلى نوعية المناطق التي تستوطنها، وبالتالي إلى نظامها الغذائي وممارسات التربية. ففي الواقع، كانت الأبقار ترعى على مدار السنة في مروج فقيرة، وتحرم العجول من نصف حليب أمهاتها وتشارك جميع الحيوانات في العمل بالحقول، ولم يكن الفلاحون في ذلك الوقت قادرين على تحمل تكاليف الاحتفاظ بها.
إن تحسين السلالة التي جعلت هذه السلالة تتألق في المسابقات يرجع قبل كل شيء إلى عدد قليل من المالكين الكبار، والذين كانت لديهم ٳمكانيات وخصائص ضخمة يعمل بها المزارعون لتطوير مجموعات جذرية من الحيوانات. ومن هذه الخصائص، ستنشأ السجلات الأولى لسلالة بقر الليموزان بعد أن توجت هذه الجهود بإنشاء كتاب حفظ سلالة ليموزين في عام 1886، بمبادرة من أستاذ الزراعة في القسم ليون ريكلس والمجتمع الزراعي في ليموج. وسرعان ما تولى الحاكم لويس ميشيل والمفتش العام للزراعة هنري دي لابارنت زمام الأمور، وحصلا على مساعدة كبيرة من المجلس العام لفيين العليا. وبالتالي أصبحت سلالة الليموزان ثاني سلالة فرنسية من البقر لديها كتاب حفظ.
بدأت أعداد بقر الليموزان بالتناقص بسبب الحرب العالمية الأولى، حتى أنها أصبحت قريبة من الٳنقراض. لكن ومرة أخرى، تكاثفت الجهود من أجل إنقاذها واستأنفت السلالة تطورها في الستينيات، وأصبحت موجودة بشكل متزايد في الأسواق منذ ذلك الحين. ونمت سلالة الليموزان الفرنسية بشكل ملحوظ في السنوات الأخيرة، بزيادة قدرها 50٪ في 15 عامًا.

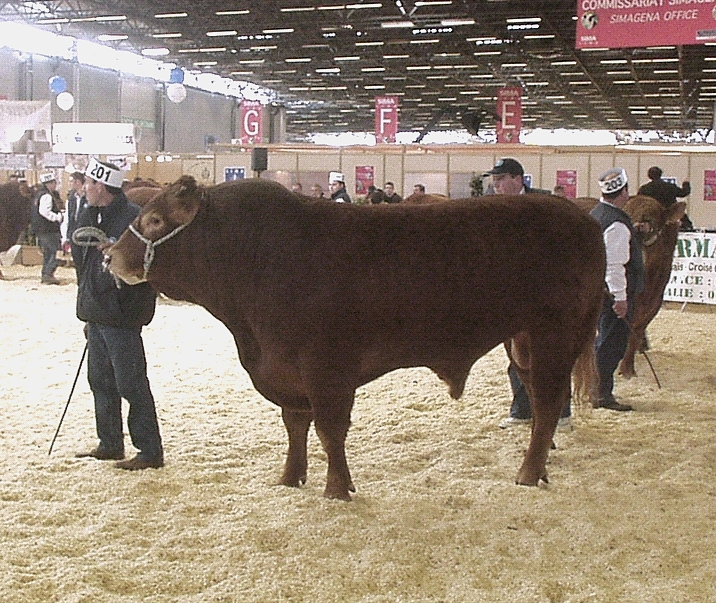
ثور ليموزان في أحد المسابقات

## وصف
تم وصف معيار سلالة الليموزان الفرنسية في المادة 1 من العنوان الأول من القواعد الإجرائية لكتاب حفظ سلالة الليموزيلن الفرنسية، يوم 1 أغسطس 1991: 
سلالة الليموزان هي سلالة كبيرة مؤطرة من البقر ذات جلد بلون قمحي لامع، وليس غامقًا جدًا، وأخف قليلاً على البطن، ومؤخرة الفخذين، وبين الساقين، وعلى فتحة الشرج، وحول الخصيتين، وطرف الذيل. وعدم وجود أي بقع أو تصبغ مع الأغشية المخاطية الوردية. ورأس قصير، وجبهة عريضة، ومنطقة لون أفتح حول العينين والكمامة، وقرون دقيقة منحنية للأمام ومرتفعة قليلاً عند الطرف، ورقبة قصيرة، وصدر عريض ومستدير، وحوض واسع، خاصة عند عظام الدبوس، وليس مائلاً للغاية، وتبرز عظام أسفل الظهر والوركين قليلاً، والأرجل الخلفية سميكة وعميقة ومستديرة، والأبواق والحوافر فاتحة، وجلد مرن ناعم.
وهكذا، فإن أول ما يميز سلالة بقر الليموزان هو لونها الموحد من القمحي اللامع إلى اللون الأحمر الباهت مع وجود هالات أخف حول العينين والكمامة. ومع ذلك، يتم قبول الحيوانات المطلية باللون الأسود كأبقار ليموزان في الولايات المتحدة على وجه الخصوص. وتعتبر الليموزين بقرة كبيرة الحجم، بحيث يبلغ قياس البقرة على الأقل 135 ووزنها 750 كجم والثور 145 س في الطول مقابل 1100 كجم في الوزن.
و الخصائص التي تعتبر غير مقبولة في معيار السلالة الفرنسية:
- أي تصبغ أو بقع سوداء على الكمامة أو الشعر الأسود أو الأبيض في أي مكان على الجلد، وخاصة في الأذنين، في نهاية الذيل وحول الكمامة.
- الشعر الأبيض في أي مكان.
- الهدوء والتصرف اللبق.
- أي تشوه جسدي واضح.